# Astropecten scoparius
Astropecten scoparius är en sjöstjärneart som beskrevs av Müller och Franz Hermann Troschel 1842. Astropecten scoparius ingår i släktet Astropecten och familjen kamsjöstjärnor. Inga underarter finns listade i Catalogue of Life.